# El balancín
El balancín es el título de un cartón para tapiz de Francisco de Goya, diseñado para el dormitorio de los Príncipes de Asturias en el Palacio del Pardo. Formó parte de la cuarta serie emprendida por el aragonés.
Hasta el 19 de enero de 1870 se custodiaban en uno de los sótanos del Palacio Real de Madrid, pero en esa fecha fueron robados. El estudioso Gregorio Cruzada Villaamil descubrió posteriormente la mayoría de los cartones, que pasaron a engrosar la colección permanente del Museo del Prado. Pero El balancín actualmente se custodia en el Museo de Bellas Artes de Valencia.

## Análisis
Dos niños juegan al balancín al lado de la puerta de una muralla, enfrascados cada vez más en sus juegos y luchando para subir al balancín.
Muchos autores consideran dudosa su atribución al conjunto de los cartones para tapices, pues en esos años Goya pintó una serie de cinco cuadros con temas infantiles, entre los que destaca La letra con sangre entra, actualmente en el Museo de Zaragoza. El cuadro en cuestión posee muchos detalles similares a El balancín.
Sin embargo, Janis Tomlinson señala que el hecho de que estuviese resguardado en un sótano del Palacio Real junto a la mayoría de los cartones es un signo inequívoco de que perteneció a la cuarta serie de Goya. 
Se desconoce absolutamente el motivo por el que Goya pintó la mencionada serie de cinco pinturas, pues ya había terminado su primera etapa como pintor de cartones y se hallaba libre. Bien pueden tratarse de una serie de cuadros libres e íntimos que el aragonés pergeñó para librarse de sus múltiples ocupaciones.
Las escenas infantiles fueron, por mucho tiempo, las preferidas del Goya joven. Como ya se ha dicho, pudo realizarlas como apunte para futuras obras.